# Mon espion favori
Mon espion favori (titre original : My Favorite Spy) est un film d'espionnage américain réalisé par Tay Garnett, sorti en 1942.

## Synopsis
Une mission secrète oblige un chef d'orchestre à reporter sa lune de miel.

## Fiche technique
- Titre original : My Favorite Spy
- Réalisation : Tay Garnett
- Scénario : William Bowers
- Genre : Comédie
- Durée : 91 minutes
- Dates de sortie : 1942

## Distribution
- Jane Wyman
- Kay Kyser
- Ellen Drew
- William Demarest
- Frank Hagney
- Vaughan Glaser